# 王玉璞 (1924年)
王玉璞（1924年—2023年1月5日），男，辽宁丹东人，中国京劇鼓師，師從杭子和，曾長期任職上海京劇院。

## 作品
京劇司鼓作品頗多，曾與梅葆玖、尚長榮、李崇善、王夢雲、孫正陽、張學津、關懷、李勝素、魁智等京劇表演藝術家合作。
配上大型西方管弦樂團伴奏的他的司鼓作品有現代京劇《磐石灣》、新編古裝京劇《大唐貴妃》等。
他是《磐石灣》其中1位鼓師（琴師是尤繼舜，電影版鼓師是張鑫海，琴師是蔣阿炳）。《磐石灣》與其他9部（《智取威虎山》、《海港》、《紅燈記》、《沙家浜》、《奇襲白虎團》、《龍江頌》、《平原作戰》、《紅色娘子軍》、《杜鵑山》）被列為樣板的前後2批現代京劇（京劇現代戲）合稱「10大（京劇）樣板戲」。
他和尤繼舜的合作還有現代京劇《智取威虎山》、1976年拍給毛澤東聽的閔惠芬以民樂二胡模擬京劇唱腔的音樂會電影紀錄片（葉永烈執導）等。
他與張鑫海分任兒童動畫電影《大鬧天宮》的鼓師（職稱是指揮）。

## 学生
天津京劇院鼓師、一级演员崔洪。